# Cowboys of the sky
Cowboys of the sky naslov je knjige odnosno monografije posvećene povijesti pilotskih jakna.
Gilles Lhote i Jeff Clyman napisali su ovu knjigu 1988. godine. Knjigu je izdala američka izdavačka kuća "Motorbooks Intl". Tvrdo je ukoričena i ima 156 stranica s približno 800 fotografija. Koriste je entuzijasti kolekcionari pilotskih jakna i početnici. Knjiga detaljno opisuje povijest američke avijacije i pilotskih jakna, njihov nastanak, namjenu, pionire i heroje američke avijacije, zapovjednike američkog ratnog zrakoplovstva i mornarice koji su ih nosili: Charles Lindbergh, Jimmy Doolittle, Herbert Fisher, Claire Lee Chennault, Chuck Yeager, George Smith Patton i dr. Osim toga, autori se fokusiraju na tvrtku Cockpit USA (u to doba Avirex Ltd.) i na autentične pilotske kožne jakne koje tvrtka proizvodi i distribuira u cijelom svijetu.